# Pratdesaba
Pratdesaba és una masia de Malla (Osona) inclosa a l'Inventari del Patrimoni Arquitectònic de Catalunya.

## Descripció
Edifici d'estructura quadrada única amb coberta a doble vessant, entrada amb un arc de mig punt al centre de la façana, finestres al primer pis i graner sota la teulada. Adossada a la façana originària trobem una estructura de porxos amb coberta a una sola vessant i obertures d'arcs d'ansa de paner.
Paller
Estructura cúbica amb una posta d'accés remodelada, amb petites obertures als murs i coberta de teula a doble vessant i bigues de fusta com a elements portants. El parament és de pedra i maó amb morter arrebossat i l'interior està dividit en dos pisos per estructures de fusta i escales, també de fusta, per accedir als pisos superiors.

## Història
L'estructura original és la que marca la pauta estructural de l'edifici, mentre que els porxos hi foren afegits més tardanament degut, segurament, a les influències arquitectòniques de la zona.